# Тінду-Шічжухоуді
Тінду (Тунду)-Шічжухоуді (кит.: 亭獨尸逐侯鞮; д/н — 98) — шаньюй південних хунну в 94—98 роках. Був вірним союзником Східної Хань, знову втратив владу над північними хунну.

## Життєпис

### Молоді роки
Син шаньюя Хайтун-Шічжухоуді. При народженні звався Шицзі. Замолоду брав участь у військових походах проти північних хунну. 85 році вперше згадується як самостійній очільник походу. Тоді захопив чимало здобичі в північних хунну.
У 89 році отримав від нового шаньюя Сюлань-Шічжухоуді посаду східного гулі-вана. 90 року очолив успішний похід проти північних хунну, яким завдав нової поразки, захопивши ставку Північного шаньюя у верхів'ях Орхону. Як наслідок було приєднано значну територію з тисячами північних хунну.
У 93 році претендував спадкувати шаньюю, але владу перебрав його стриєчний брат Аньго. Невдовзі між ними виникли протиріччя. Шицзі відступив під захист ханьських військ в Уюані. У 94 році після відступу Аньго під тиском китайців на північ, Шицзі спробував здолати того, але марно. Зрештою після вбивства Аньго власними підданими Шицзі було оголошено новим шаньюєм під ім'ям Тінду-Шічжухоуді

### Шаньюй
Майже негайно стикнувся з повстанням невдоволених князів на півдні, яких підтримали північні хунну. Загалом повстало близько 200 тис. осіб, як і оголосили шаньюєм небіжа Тінду-Шічжухоуді — Фенхоу. Спочатку шаньюй спільно з дуляо-гянгюню (урядником над південними хунну) Ду Чуном відбили напад Фенхоу на фортецю Моушичен. Потім син Тінду-Шічжухоуді спільно з Ду Чуном в долині Ман'їгу завдали поразки повсталим, які втратили 3 тис. вояків вбитими й 10 тис. полоненими.
У 95 році бої зосередилися на півночі, фактично Тінду-Шічжухоуді втратив владу над північними хунну. Але 96 року на його бік перейшла частина повсталих південних хунну в кількості 14 тис. осіб, з яких 4 тис. вояків. Але того ж року шаньюй запідозрив у змові князя Уцзюйчжаня, який у відповідь на чолі 20 тис. вояків повстав. Восени за підтримки ханьських військ у битвах в Аньдіні й Вейді вдалося здолати Уцзюйчжаня.
Але невдовзі почався голод, що спричинило міграцію підданих Тінду-Шічжухоуді до Фенхоу, шаньюя північних хунну. Останні роки вимушен був протистояти набігам сяньбі. Помер він 98 року. Владу спадкував небіж Ваньшіші-Чжуді.